# پنجه تک‌شاخ
پنجه تک‌شاخ (麒麟掌) که نام دیگرش من و بروسلی است، یک فیلم رزمی در ژانر درام به کارگردانی «تی تانگ» است که در سال ۱۹۷۳ منتشر شد.